# Samuel Łazowert
Samuel Łazowert pseud. Roman, Podpalacz, Feliks (ur. 29 listopada 1885 w Warszawie, zm. prawdopodobnie w 1937 w ZSRR, działacz SDKPiL i KPP, działacz oświatowy i partyjny w ZSRR, członek Rewolucyjnej Rady Wojennej Polski w 1919 roku.
Studiował na Politechnice Warszawskiej. 1903–1904 członek Związku Młodzieży Socjalistycznej, a następnie Związku Młodzieży Socjaldemokratycznej i SDKPiL. 1905 członek Centralnego Komitetu Strajkowego podczas strajków szkolnych. W tym czasie kierował pracą koła SDKPiL na Politechnice Warszawskiej. Kilkakrotnie aresztowany za działalność rewolucyjną. 1910–1911 sekretarz krakowskiej sekcji SDKPiL, a 1911–1912 członek Komitetu Warszawskiego SDKPiL. 1911–1914 członek Biura Sekcji Zagranicznych SDKPiL i zastępca sekretarza Zarządu Głównego SDKPiL. 1914–1915 sekretarz Komitetu Warszawskiego SDKPiL. W lipcu 1915 aresztowany i do końca 1916 więziony w Piotrogrodzie. Po zwolnieniu wstąpił do partii bolszewickiej (SDPRR(b)) i został członkiem jej kolegium agitacyjnego Komitetu Moskiewskiego tej partii. Od marca 1917 w tymczasowym kierownictwie moskiewskiej grupy SDKPiL, w czerwcu 1917 wybrany zastępcą członka Komitetu Wykonawczego grup SDKPiL w Rosji. Członek Rady Polskiego Klubu Rewolucyjnego. Kandydat do moskiewskiej Dumy Miejskiej z listy SDPRR(b). Podczas przewrotu październikowego członek Komitetu Wojskowo-Rewolucyjnego Rady Delegatów Robotniczych i Żołnierskich, kierował pracą milicji w jednej z moskiewskich dzielnic. W grudniu 1917 został zastępcą sekretarza do spraw polskich i komisarzem do spraw uchodźców w okręgu moskiewskim. Od stycznia 1918 zastępca członka Centralnego Komitetu Wykonawczego (CKW) grup SDKPiL w Rosji. W kwietniu 1918 został komisarzem do polskich spraw wojskowych Moskiewskiego Okręgu Wojskowego. 3 stycznia 1919 został przewodniczącym Rady Wojskowo-Rewolucyjnej Zachodniej Dywizji Strzelców. 15 marca-9 lipca 1919 naczelnik Wydziału Politycznego i Werbunkowego Rady Wojskowo-Rewolucyjnej dywizji, a następnie jej komisarz. Wykładowca na Kursie Czerwonych Dowódców w Mińsku. Od stycznia do września 1919 członek CKW grup KPP w Rosji. Pracownik Wydziału Mniejszości Narodowych w Komisariacie Ludowym Oświaty Rosyjskiej Federacyjnej Republiki Radzieckiej i współredaktor "Trybuny Komunistycznej". Od 11 września 1919 w Biurze Wykonawczym KPP w Rosji i sekretarz Polskiego Biura Propagandy i Agitacji KC Rosyjskiej Komunistycznej Partii (bolszewików). W sierpniu 1920 reprezentował Tymczasowy Komitet Rewolucyjny Polski przy Radzie Wojskowo-Rewolucyjnej 15 Armii, w której był zastępcą naczelnika Wydziału do spraw Komitetów Rewolucyjnych i zastępcą naczelnika Wydziału Politycznego do spraw polskich. 1922–1923 kierownik Szkoły Partyjno-Radzieckiej w Żytomierzu. 1923–1930 pracował w Komitecie Centralnym Komunistycznej Partii (bolszewików) Ukrainy (KP(b)U), w którym był kierownikiem Biura Polskiego i Wydziału Mniejszości Narodowych i zastępcą kierownika Wydziału Propagandy. Od listopada 1926 członek Biura Polskiego KC WKP(b). 1927–1930 członek KC KP(b)U. 1935 był kierownikiem Instytutu Polskiej Kultury Proletariackiej Akademii Nauk USRR. Członek Stowarzyszenia Starych Bolszewików. W 1937 został aresztowany i stracony podczas wielkiej czystki. Pośmiertnie zrehabilitowany.